# Tetraopes varicornis
Tetraopes varicornis är en skalbaggsart som beskrevs av François Louis Nompar de Caumont de Laporte 1840. Tetraopes varicornis ingår i släktet Tetraopes och familjen långhorningar. Inga underarter finns listade i Catalogue of Life.